# شوكميبة عملاقة
شوكميبة عملاقة (الاسم العلمي: Acanthamoeba gigantea) هي نوع من الأميبيات تتبع جنس الشوكميبة من فصيلة الشوكميبات.